# Liddel Castle
Liddel Castle ist eine abgegangene Niederungsburg im Liddesdale, dem Tal des Liddel Water, bei der Gemeinde Castleton in der schottischen Council Area Scottish Borders. Historisch lag es in der traditionellen Grafschaft Roxburghshire.
Liddel Castle gilt als Scheduled Monument.

## Geschichte
Liddel Castle ließ vermutlich Ranulph de Soules im 12. Jahrhundert erbauen. Es war das Caput seines Baronats, das ihm König David I. verliehen hatte. Die letzte urkundliche Erwähnung der hölzernen Motte stammt vom Anfang des 14. Jahrhunderts. Heute sind nur noch Erdwerke erhalten.